# 1546 w polityce

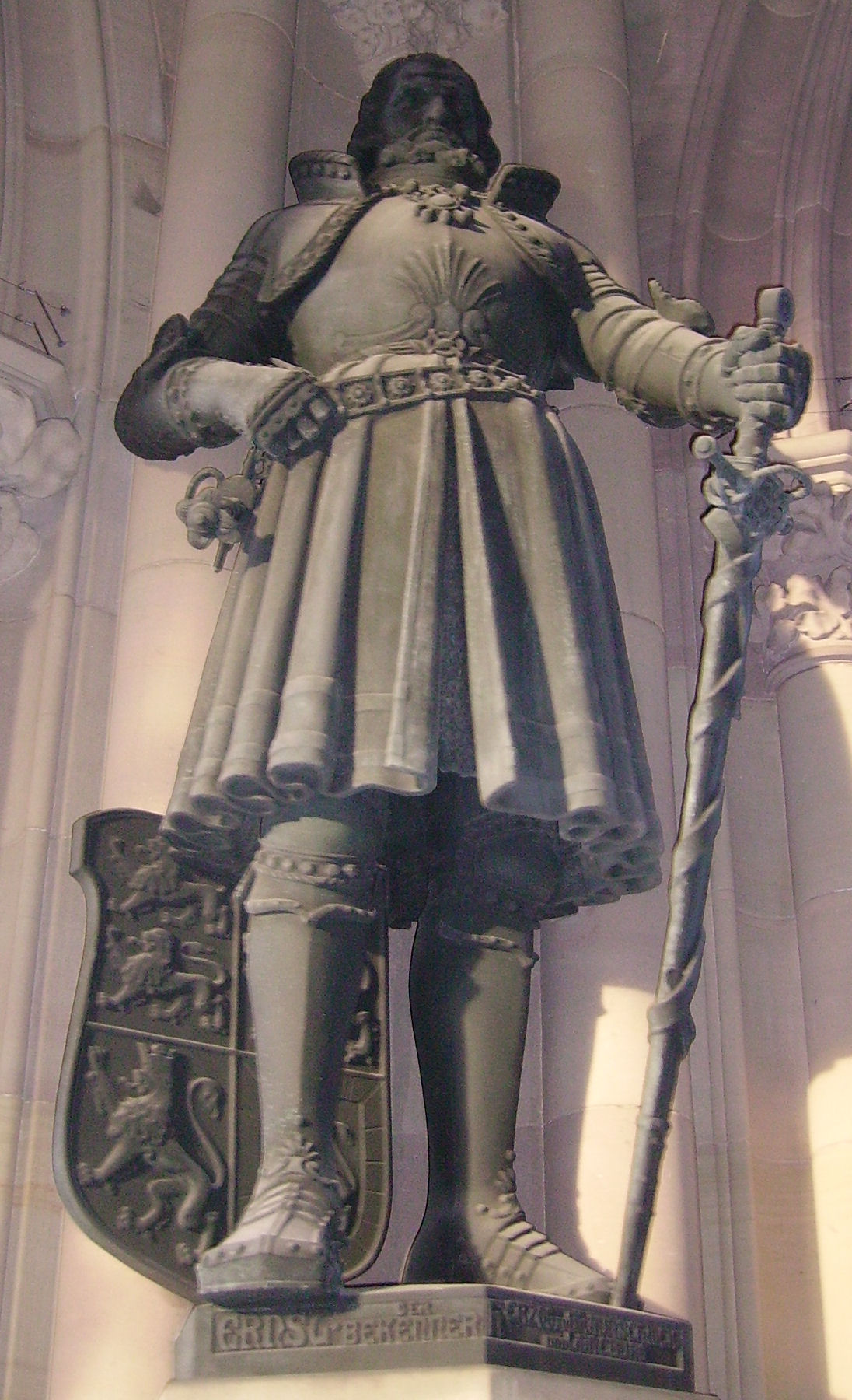
Ernest I Wyznawca

Wydarzenia polityczne w 1546 roku.

## Zmarli
- 11 stycznia Ernest I Wyznawca, książę Lüneburga-Celle[1].